# Hansegger
Hansegger, auch John Konstantin Hansegger, geboren als Johann Konstantin Egger (* 29. Mai 1908 in St. Gallen; † 1. Oktober 1989 in New York City) war ein Schweizer Maler.

## Leben
Hansegger gründete 1942 in Zürich die Galerie des Eaux Vives und war Mitglied der Künstlergruppe Allianz. Es fanden ständige und wechselnde Ausstellungen abstrakter und konkreter Kunst statt. Im Herbst 1943 zeigte die Galerie erstmals Werke von Mitgliedern der 1937 gegründeten Allianz.
Die Künstlergruppe, mit Mitgliedern wie Max Bill, Walter Bodmer, Camille Graeser, John Konstantin Hansegger, Leo Leuppi, Richard Paul Lohse, Sophie Taeuber-Arp und Verena Loewensberg, orientierte sich an der von Max Bill inspirierten Zürcher Schule der Konkreten.
Die Galerie zeigte und vermittelte auch Werke von internationalen Künstlern, so zum Beispiel 1944 und 1945 mit den viel beachteten Ausstellungen unter dem Namen «abstrakt/konkret» mit Exponaten von Wassily Kandinsky und Paul Klee.
Der Platz an der Seefeldstrasse 48 war zu dieser Zeit einer der ersten und wenigen Orte, an denen exklusiv und ausschliesslich abstrakte Kunst gezeigt wurde.
Er war mit Else Lasker-Schüler und ihrem Sohn Paul befreundet. Im «Künstlerhaus am Hirschengraben», wo er zuerst auch sein Atelier hatte, führte Hansegger bereits seit ca. 1934 Ausstellungen durch. Im Jahr 1938 wurden dort erstmals die Bilder von Paul Lasker-Schüler in einer Ausstellung gezeigt.
Der Künstler portraitierte unter anderem Pablo Picasso und Albert Einstein. Hansegger lebte seit den 1950er Jahren in den Vereinigten Staaten.